# Will Pope
Asistente en Jefe de la Policía Will Pope es un personaje ficticio estrenado en la serie de TNT The Closer, interpretado por J. K. Simmons. Pope es el Asistente en Jefe de Operaciones del Departamento de Policía de Los Ángeles.  Pope, junto con el Comandante Taylor, es uno de los dos personajes en el show quien tiene una vida real equivalente, en este caso el Asistente en Jefe Earl Paysinger, Director y Oficial en Jefe de la Oficina de Operaciones del Departamento de Policía de Los Ángeles.   
Aunque el haya traído a Brenda Leigh Johnson para el trabajo de Subjefe de la Policía, Al parecer el no quiere que realmente ella haga su trabajo. Él tuvo un amorío extramatrimonial con Johnson cuando trabajaron juntos en Washington D. C. Después de que el lo haya finalizado, el divorcio a su primera esposa para casarse con una mujer llamada Estelle, quien eventualmente se divorció de él. Esta historia causa tensión personal entre ellos.
En la temporada seis, Pope cuenta con que está en la lista de candidatura como Jefe de la Policía pero el descubre que el no está siendo considerado.                  
Cuando Tommy Delko es nombrado Jefe, Pope es asignado como Jefe de la División de Tránsito y considera dejar la fuerza. Cuando Delko de pronto muere, Pope es nombrado Jefe Interno, para la sorpresa de muchos.
Pope parece albergar sentimientos por Johnson, y se siente celoso de su relación con Fritz Howard.

## Personalidad
Pope domina la autoridad de su equipo, y los detectives del departamento generalmente lo respetan. Cerrar casos y condenar criminales es su primera prioridad, aun cuando signifique que debe sacar a sus superiores de sus casillas. El siempre defiende su equipo y está más que dispuesto a asumir la culpa por sus errores.
Pope puede ser algo molesto, a menudo en ambos lados de la cerca para obtener lo que él quiere. A diferencia de Brenda, él utiliza la política de aplicación de ley con el fin del que departamento funcione sin problemas. 
Aunque el pueda estar obsesionado con el control, él tiene un punto suave para Brenda y siempre está dispuesto a complacerla. Cuando ella se transfiere al LAPD, por ejemplo, Pope fácilmente la defiende de las quejas de los otros detectives, y a menudo es fieramente protector de ella.